# 青鬼の褌を洗う女
『青鬼の褌を洗う女』（あおおにのふんどしをあらうおんな）は、坂口安吾の短編小説。小さい頃から母に、オメカケか金持の長男に嫁げと言われてきた主人公・サチ子。しかしそれに刃向かい、様々な男と付き合い我が道を行く。
坂口安吾の妻であり、随筆家でもある坂口三千代をモデルにしたとされているが、作者の安吾自身は、「『青鬼の褌を洗う女』は、特別のモデルといふやうなものはない。書かれた事実を部分的に背負つてゐる数人の男女はゐるけれども、あの宿命を歩いてゐる女は、あの作品の上にだけしか実在しない」と語っている。
福田恆存に「坂口安吾の実験はどうやらひとつの頂点に達した」と語らしめた作品。

## あらすじ
オメカケだった「母」は、遊ぶことが好きで貧乏がきらいな娘の「私」には、窮屈な女房づとめなどできないだろうと、自分と同じ道を選ぶことを強く勧めた。「私」自身、オメカケが嫌だと思ってはいなかったが、そうした母の束縛は鬱陶しく思っていた。やがて戦争が始まり、オメカケなど国賊であるという時世となったが、「私」は徴用された会社の、妻子ある専務に引き取られ、家を与えられる。「私」が浮気をしようが何をしようが、すべて受け入れ許してくれる専務。孤独な2人の魂は、それでも互いを必要とし、寄り添って生きていくことを求めていたのであった。